# Pałacyk Michla
Pałacyk Michla (Tạm dịch: Cung điện của Micha) là một bài hát năm 1944 do nhà thơ Józef Szczepański sáng tác. Bài hát được viết trong Khởi nghĩa Warszawa, và là một trong những bài hát nổi tiếng nhất của ông.
Trong Khởi nghĩa Warszawa năm 1944, vào khoảng ngày 4 và 5 tháng 8,  cung điện của Michler ở Warszawa là một địa điểm giao tranh dữ dội liên quan đến đơn vị nổi dậy của Tiểu đoàn Parasol. Nhà thơ kháng chiến Józef Szczepański lúc đó là một thành viên của đơn vị Parasol, đã viết bài hát Pałacyk Michla và biểu diễn vào tối ngày 4 tháng 8. Bài hát nhanh chóng xuất bản và trở nên nổi tiếng trên toàn đất nước Ba Lan.  Vào ngày hôm sau, khi quân Đức chiếm đóng, cung điện bị hư hại và phá hủy trong cuộc giao tranh.  Pałacyk Michla được coi là bài hát nổi tiếng nhất của nhà thơ Szczepański.
Giai điệu của bài hát dựa trên một bài hát tiền chiến của Ba Lan "Nie damy Popradowej fali" của nhà soạn nhạc người Slovakia Jan Šťastný.